# Strassmannův pivovar
Měšťanský pivovar v Moravské Ostravě nebo také Strassmannův pivovar byl pivovar v Moravské Ostravě, který fungoval pod různými názvy a majiteli od roku 1547 do konce druhé světové války.

## Historie pivovarnictví v Ostravě

### Počátky pivovarnictví
Krátce poté, co Ostrava obdržela městská práva, včetně práva várečného, se v měšťanských domech kolem současného Masarykova náměstí začalo vařit pivo. Důležitým pro historii piva v Ostravě je letopočet 1547. Toho roku daroval olomoucký biskup ostravským měšťanům svůj pivovar. Jestli to bylo první místo, kde Ostraváci společně vařili pivo, není dodnes jisté. Podle historiků stával tento původní pivovar v místech bloku domů na dnešním Jiráskově náměstí. V roce 1735 se o této lokalitě píše jako o starém pivovařisku.
Druhý, takzvaný Měšťanský pivovar, stával v 18. století za budovou Staré radnice. Z tohoto historického pivovaru však dnes, po četných přestavbách a demolicích, pravděpodobně vůbec nic nezbylo. Za jediný pozůstatek by se dalo považovat sklepení pod samotnou radnicí, kterého pivovarníci využívali coby skladiště piva. Na konci 18. století začali měšťané svůj pivovar pronajímat většinou zde působícím sládkům.
Vzhledem k tomu, že původní pivovar byl primitivního, až středověkého rázu, přistoupili měšťané v letech 1842–1843 k výstavbě moderního podniku.

### Druhý měšťanský pivovar
Nový pivovar byl vystavěn jako moderní dvoukřídlá budova se sladovnickým a pivovarským křídlem, jejíž součástí byl také hostinec. Budova měla tvar písmene U, s čelem obráceným do dnešní Pivovarské ulice a technologickými sekcemi otevírajícími se směrem na Černou louku. Rovněž tento pivovar zmizel z povrchu zemského z důvodu rekonstrukcí a rozšiřování provozu a později kvůli přestavbě oblasti na výstavní a zábavní areál. V místě dnes najdeme skleněnou budovu s obchodním využitím.
Podobně jako desítky jiných pivovarů v Čechách a na Moravě, provázely i existenci Měšťanského pivovaru v Moravské Ostravě problémy jako střídání nájemců, tahanice o ceny piva a konkurenční boje s ostatními pivovary v oblasti. Výsledkem toho všeho byla stagnace provozu po odbytové i technologické.
Roku 1857 se stal nájemcem pivovaru mladý obchodník s podnikatelskými i pivovarnickými zkušenostmi – Markus Strassmann.

### Strassmannova éra
Strassmann začal ihned s modernizací provozu a zlepšováním kvality piva. Skupoval pozemky přiléhající k pivovaru a zbavoval se i konkurence (například Zámecký pivovar ve Slezské Ostravě koupil, ukončil v něm výrobu a přestavěl jej na sladovnu). Díky rozvoji města a přílivu pracovníků do dolů a těžkého průmyslu rostl odbyt piva a s ním i zisky pivovaru. Roku 1890 došlo k další modernizaci a rozšíření provozu a koncem 19. století vznesl Strassman požadavek na odprodej pivovaru. Majitelé dlouho odolávali, ale nakonec v roce 1899 pivovar museli Strassmannovi prodat.
Pro vývoj Strassmannova pivovaru bylo zásadní období mezi válkami – majitelé se nikdy netajili svými proněmeckými postoji, avšak kvůli jejich židovskému původu ztrácela původně vlivná rodina v období před rokem 1939 společenské pozice, pivovaru ubývala odbytiště a objem výroby klesl až na polovinu výstavů z přelomu století. Vedení společnosti se propad odbytu snažilo kompenzovat vývozem do vzdálenějších měst, to však vedlo pouze k zadlužení akciové společnosti a Strassmanové nakonec museli svůj podíl prodat a pivovar připadl do rukou finančních institucí.

### Válka a konec pivovaru
V době Protektorátu vyskočil (hlavně díky vlastnictví německými bankami a přesunu výroby z Českého akciového pivovaru v Moravské Ostravě) výstav pivovaru až na 200 000 hl/rok. Po náletu v květnu 1945 však zůstal pivovar v neprovozuschopném stavu. K obnově výroby už zde nedošlo, avšak některé technologické sekce využíval několik let pivovar v Moravské Ostravě a v roce 1965 byl Strassmannův pivovar zbourán. Dnes na jeho místě stojí část výstaviště Černá louka. Do dnešní doby se dochovaly pouze pozůstatky tehdejšího pivovaru. Na Černé louce dodnes stojí pouze budovy spilky pivovaru a zaměstnanecké ubytovny. Na Fifejdách pak můžeme obdivovat monumentální sladovnu, která byla rovněž součástí tehdejšího Strassmannova pivovaru.